# 崔龍洙 (ボクサー)
崔 龍洙（チェ・ヨンス、朝鮮語: 최용수、英語: Choi Yong-Soo、1972年8月20日 - ）は、韓国の元プロボクサー。元キックボクサー。京畿道始興市出身。敬虔なクリスチャンとしても知られる。元OPBF東洋太平洋スーパーフェザー級王者。元WBA世界スーパーフェザー級王者。

## 来歴

### プロボクサー時代
1990年11月4日、プロデビュー、4回判定勝ち。
1993年3月21日、韓国スーパーフェザー級王座獲得。9月4日には初防衛に成功。
1993年12月26日、OPBF東洋太平洋スーパーフェザー級王座挑戦。同じ韓国人の同王座保持王者であった李恩植に挑み、3回KO勝ち。王座奪取に成功。
1994年10月10日、日本のリングに初登場。東京・後楽園ホールで三谷大和とノンタイトル戦を行い、10回判定勝ち。
1995年6月24日、東洋太平洋王座初防衛に成功。その後、世界挑戦決定を機に、9月に王座返上。
1995年10月21日、世界初挑戦。ヘナロ・エルナンデス（アメリカ合衆国）が返上したWBA世界スーパーフェザー級王座をビウトル・ウーゴ・パス（アルゼンチン）と争い、10回TKO勝ち。20戦目にして世界王者に輝く。その後、三谷、松本好二、畑山隆則等の挑戦を退け、通算7度（引き分け1つを含む）の防衛に成功。
1998年9月5日、8度目の防衛戦。前年10月5日の6度目の防衛戦で引き分けた畑山と再戦。前回同様、フルラウンドの激闘を展開したが、0-2の判定負け。3年近く保持し続けた世界王座を手放した。
1999年は母国韓国でノンタイトル戦3試合を行い、いずれもKO勝ち。世界王座返り咲きへ向けて準備を進めるが、韓国ボクシング界人気低迷の影響でスポンサーがつかず、以降は世界再挑戦どころかノンタイトル戦すら組めない状況に陥り、2000年と2001年は1試合も行わず。
2002年、日本のシャイアン長谷川ジムとマネージメント契約を締結。同ジム所属選手として日本のリングでノンタイトル戦2試合を行い、いずれもKO勝ち。
2003年1月13日、世界再挑戦。後楽園ホールで世界ボクシング評議会 (WBC)世界スーパーフェザー級王者シリモンコン・シンワンチャー（タイ王国）に挑むが、12回判定負けで世界王座獲得に失敗。この試合を最後にシャイアン長谷川ジムとの契約を解消し、ボクシングを引退。

### K-1時代
ボクシング引退後は母国でジムを開設し、後進の指導にあたっていたが、2006年、K-1への挑戦を表明。
2006年9月16日、K-1韓国大会に出場。ドリトン・ラマに1RKO勝ち。
2006年12月31日、K-1 PREMIUM 2006 Dynamite!!で魔裟斗と対戦する予定であったが、練習中に脚を負傷したため出場を断念。
2007年2月18日、K-1韓国大会で、新空手出身の那須儀治と対戦し、判定勝ち。
2007年7月21日、K-1韓国大会でボクシング元日本ミドル級王者でもある鈴木悟にレフェリーストップでTKO勝ち。
2007年12月31日、K-1 PREMIUM 2007 Dynamite!!で魔裟斗と対戦。3回TKOに敗れ、K-1初黒星。

## 戦績

### ボクシング
プロボクシング:34戦29勝(19KO)4敗1分 

### キックボクシング
| キックボクシング 戦績 | キックボクシング 戦績 | キックボクシング 戦績 | キックボクシング 戦績 | キックボクシング 戦績 | キックボクシング 戦績 | キックボクシング 戦績 |
| --------------------- | --------------------- | --------------------- | --------------------- | --------------------- | --------------------- | --------------------- |
| 4 試合                | (T)KO                 | 判定                  | その他                | 引き分け              | 無効試合              |                       |
| 3 勝                  | 2                     | 1                     | 0                     | 0                     | 0                     |                       |
| 1 敗                  | 1                     | 0                     | 0                     | 0                     | 0                     |                       |

| 勝敗 | 対戦相手       | 試合結果                          | 大会名                                        | 開催年月日     |
| ×    | 魔裟斗         | 3R 0:51 TKO（タオル投入）         | K-1 PREMIUM 2007 Dynamite!!                   | 2007年12月31日 |
| ○    | 鈴木悟         | 2R 2:17 TKO（レフェリーストップ） | K-1 FIGHTING NETWORK KHAN 2007 〜世界対抗戦〜 | 2007年7月21日  |
| ○    | 那須儀治       | 3R終了 判定2-0                    | K-1 FIGHTING NETWORK KHAN 2007 IN SEOUL       | 2007年2月18日  |
| ○    | ドリトン・ラマ | 1R 0:42 KO（3ノックダウン）       | K-1 FIGHTING NETWORK KHAN 2006 in SEOUL       | 2006年9月16日  |

## 獲得タイトル
- 韓国スーパーフェザー級王座（防衛1＝返上）
- 第26代OPBFスーパーフェザー級王座（防衛1＝返上）
- WBA世界スーパーフェザー級王座（防衛7）